# Pororo
Pororo (in coreano 뽀롱뽀롱 뽀로로, in inglese Pororo the Little Penguin) è un cartone animato  prodotto dalla Ocon Animation Studios e creato da Cho Jong per la Decode Entertainment And Ocon Studios e la compagnia nord-coreana Samchŏlli. La serie è stata trasmessa su  dal 2003.
La serie si svolge attorno alle avventure del pinguino Pororo e dei suoi amici che vivono nell'innevato villaggio antartico di Porong Porong Forest.

## Trama
In un'isola perennemente innevata sperduta nella foresta Porong Porong e non toccata dalla civiltà umana, esiste un piccolo villaggio circondato da foreste in cui vivono un gruppo di cuccioli animali. Nessuno sa come siano arrivati lì ma essi trovano che è naturale abitare insieme. 
Qui vivono Pororo, un pinguino intelligente e sempre pronto a nuove esplorazioni, l'orso bianco Poby, la volpe Eddy, la castorina Loopy, il piccolo dinosauro Crong, l'uccellino Harry e la pinguina Patty. Tutti i protagonisti hanno delle personalità molto distinte fra loro e spesso sono in disaccordo e finiscono per mettersi nei guai, ma nulla riesce a scalfire la loro amicizia che li porterà sempre ad aiutarsi nei momenti di difficoltà.

## Doppiaggio
| Personaggio   | Doppiatore originale | Doppiatore italiano                           |
| ------------- | -------------------- | --------------------------------------------- |
| Pororo        | Lee Sun              | Mattia Nissolino (st. 1) Monica Ward (st. 2+) |
| Crong         | Lee Mi-ja            | Valentina Maselli                             |
| Eddy          | Ham Soo-jeong        | Isabella Guida                                |
| Poby          | Kim Hwan-jin         | Antonio Angrisano                             |
| Loopy         | Hong So-yeong        | Patrizia Salerno                              |
| Patty (Petty) | Jeong Mi-sook        | Greta Bonetti                                 |
| Voce narrante | Goo Ja-hyeong        | Greta Bonetti                                 |